# Vladimir Guerrero
Vladimir Alvino Guerrero (nascido em 9 de fevereiro de 1975) é um ex-jogador dominicano de beisebol profissional que passou 16 temporadas na Major League Baseball (MLB) como campista direito e rebatedor designado. Jogou pelo Montreal Expos (1996–2003), Los Angeles Angels of Anaheim (2004–2009), Texas Rangers (2010) e Baltimore Orioles (2011).
Em 2004, foi escolhido como MVP da  Liga Americana (AL). Guerrero ajudou o Angels a vencer cinco campeonatos de divisão da AL  (2004, 2005, 2007, 2008, 2009), e foi votado como um dos mais temidos rebatedores no beisebol em votação de 2008 com todos os 30 treinadores das grandes ligas.
Convocado nove vezes para o All Star Game, foi amplamente reconhecido como um dos melhores jogadores do esporte devido sua alta produtividade ofensiva, regularmente rebatendo com força e com alta média de aproveitamento, apesar de algumas lesões. Foi reconhecido pela sua habilidade de rebater fora da zona de strike, o que ficou evidente em 14 de agosto de 2009, quando Guerrero rebateu uma bola que bateu no solo em frente ao home plate.
Em 26 de setembro de 2011, Guerrero se tornou o líder da MLB em rebatidas entre jogadores dominicanos, ultrapassando Julio Franco. Mais tarde foi superado por Adrián Beltré em 2014. Em 2011, foi líder entre outfielders ativos das grandes ligas em  erros com 125 e foi segundo em assistências com 126.